# KNVB beker 2009-2010
La KNVB beker 2009-2010 è stata la 92ª edizione della coppa nazionale dei Paesi Bassi.

## 1º turno
Giocato il 29 agosto 2009
| Squadra 1           | Risultato       | Squadra 2       |
| ------------------- | --------------- | --------------- |
| Hilversum           | 2 - 5           | Spakenburg      |
| HSV Hoek            | 0 - 1 (dts)     | Gemert          |
| Capelle             | 2 - 0           | UNA             |
| RKSV Groene Ster    | 2 - 4           | Harkemase Boys  |
| IJsselmeervogels    | 3 - 0           | HSC '21         |
| Westlandia          | 2 - 0           | VV Nunspeet     |
| Baronie             | 3 - 0           | Kloetinge       |
| De Treffers         | 2 - 1           | Go Ahead Kampen |
| FC Chabab           | 1 - 2           | VV WHC          |
| Drachtster Boys     | 0 - 2           | SC Joure        |
| VV Waspik           | 0 - 2           | Putten          |
| JVC Cuijk           | 1 - 1 (2-4 dcr) | ASWH            |
| EVV                 | 0 - 4           | Barendrecht     |
| Rijnsburgse Boys    | 3 - 0           | Argon           |
| ACV                 | 0 - 2 (dts)     | AFC             |
| GVVV                | 1 - 0           | WKE             |
| AFC '34             | 2 - 1           | VV Zaamslag     |
| LRC Leerdam         | 4 - 2           | Quick '20       |
| Excelsior Maassluis | 1 - 0           | SV Rood Wit '62 |
| HBS                 | 0 - 2           | Bennekom        |
| DOVO                | 0 - 2           | Haaglandia      |
| VV Schaesberg       | 1 - 3           | Sparta Nijkerk  |
| Achilles '29        | 2 - 1           | VV Berkum       |
| HHC Hardenberg      | 1 - 2           | Lisse           |

## 2º turno
Giocato il 22, 23 e 24 settembre 2009
| Squadra 1           | Risultato       | Squadra 2        |
| ------------------- | --------------- | ---------------- |
| SC Joure            | 0 - 8           | Twente           |
| AGOVV               | 1 - 2           | Ajax             |
| Utrecht             | 2 - 4           | Groningen        |
| AZ Alkmaar          | 2 - 0 (dts)     | Jong Ajax        |
| PSV                 | 2 - 1           | De Graafschap    |
| Putten              | 0 - 7           | Heerenveen       |
| Willem II           | 2 - 3           | NAC Breda        |
| Excelsior Maassluis | 4 - 2           | Bennekom         |
| Haaglandia          | 6 - 6 (?-? dcr) | Excelsior        |
| De Treffers         | 2 - 0           | Veendam          |
| Jong De Graafschap  | 1 - 0           | Cambuur          |
| Rijnsburgse Boys    | 1 - 4 (dts)     | Go Ahead Eagles  |
| IJsselmeervogels    | 1 - 2           | Roda JC          |
| Omniworld           | 1 - 3 (dts)     | Helmond Sport    |
| AFC                 | 0 - 1           | VV WHC           |
| Baronie             | 1 - 1 (?-? dcr) | Barendrecht      |
| Achilles '29        | 0 - 1           | Gemert           |
| ASWH                | 2 - 1           | GVVV             |
| Lisse               | 0 - 4           | Den Bosch        |
| Dordrecht           | 3 - 2           | Fortuna Sittard  |
| Harkemase Boys      | 0 - 5           | Feyenoord        |
| Spakenburg          | 3 - 2           | MVV              |
| Eindhoven           | 2 - 3           | N.E.C.           |
| AFC '34             | 1 - 6           | Emmen            |
| LRC Leerdam         | 1 - 5           | RBC Roosendaal   |
| Sparta Nijkerk      | 2 - 2 (?-? dcr) | Zwolle           |
| Heracles Almelo     | 1 - 0           | RKC Waalwijk     |
| Telstar             | 1 - 3           | Haarlem          |
| Vitesse             | 5 - 2           | TOP Oss          |
| VVV-Venlo           | 3 - 0           | ADO Den Haag     |
| Volendam            | 1 - 2 (dts)     | Sparta Rotterdam |
| Capelle             | 4 - 0           | Westlandia       |

## 3º turno
giocate il 27, 28 e 29 ottobre 2009
| Squadra 1          | Risultato       | Squadra 2           |
| ------------------ | --------------- | ------------------- |
| Gemert             | 2 - 2 (4-5 dcr) | VV WHC              |
| Roda JC            | 0 - 2           | PSV                 |
| Heracles Almelo    | 3 - 0           | Haarlem             |
| Sparta Rotterdam   | 1 - 1 (5-4 dcr) | VVV-Venlo           |
| N.E.C.             | 2 - 1 (dts)     | Excelsior           |
| Heerenveen         | 4 - 2           | RBC Roosendaal      |
| AZ Alkmaar         | 5 - 2 (dts)     | Spakenburg          |
| Twente             | 3 - 0           | Capelle             |
| Helmond Sport      | 5 - 0           | ASWH                |
| Dordrecht          | 1 - 2 (dts)     | Ajax                |
| Feyenoord          | 2 - 0           | Den Bosch           |
| Go Ahead Eagles    | 4 - 2 (dts)     | Emmen               |
| De Treffers        | 1 - 6           | NAC Breda           |
| Baronie            | 1 - 0 (dts)     | Excelsior Maassluis |
| Vitesse            | 1 - 5           | Groningen           |
| Jong De Graafschap | 1 - 0 (dts)     | Zwolle              |

## 4º turno
Giocato il 21, 22 e 23 dicembre 2009
| Squadra 1          | Risultato   | Squadra 2        |
| ------------------ | ----------- | ---------------- |
| Groningen          | 0 - 2       | N.E.C.           |
| Baronie            | 0 - 5       | Sparta Rotterdam |
| Twente             | 3 - 0       | Helmond Sport    |
| Feyenoord          | 1 - 0       | AZ Alkmaar       |
| Heracles Almelo    | 0 - 2       | Go Ahead Eagles  |
| VV WHC             | 1 - 14      | Ajax             |
| Heerenveen         | 1 - 3       | PSV              |
| Jong De Graafschap | 0 - 2 (dts) | NAC Breda        |

## Quarti di finale
Giocate il 27 e 28 gennaio 2010
| Squadra 1        | Risultato   | Squadra 2       |
| ---------------- | ----------- | --------------- |
| NAC Breda        | 1 - 2       | Go Ahead Eagles |
| PSV              | 0 - 3       | Feyenoord       |
| Sparta Rotterdam | 0 - 4       | Twente          |
| Ajax             | 3 - 2 (dts) | N.E.C.          |

## Semifinali
Giocate il 24 e 25 marzo 2010
| Squadra 1       | Risultato | Squadra 2 |
| --------------- | --------- | --------- |
| Feyenoord       | 2 - 1     | Twente    |
| Go Ahead Eagles | 0 - 6     | Ajax      |

| Arbitro: | Ruud Bossen |

|                                |           |          |
| van Bronckhorst 53’ Makaay 84’ | Marcatori | 42’ Ruiz |

| Arbitro: | Jack van Hulten |

|  |           |                                                                             |
|  | Marcatori | 11’ de Zeeuw 38’ Pantelić 75’ de Jong 77’ Eriksen 78’ Rommedahl 85’ Lodeiro |

## Finale
| Squadra 1 | Totale | Squadra 2 | Andata | Ritorno |
| --------- | ------ | --------- | ------ | ------- |
| Ajax      | 6 - 1  | Feyenoord | 2 - 0  | 4 - 1   |

| Arbitro: | Eric Braamhaar |

|                |           |  |
| de Jong 6’, 7’ | Marcatori |  |

| Arbitro: | Roelof Luinge |

|                |           |                                 |
| J.Tomasson 72’ | Marcatori | 4’, 82’ Suarez 64’, 77’ de Jong |